# 大龍寺 (神戸市)

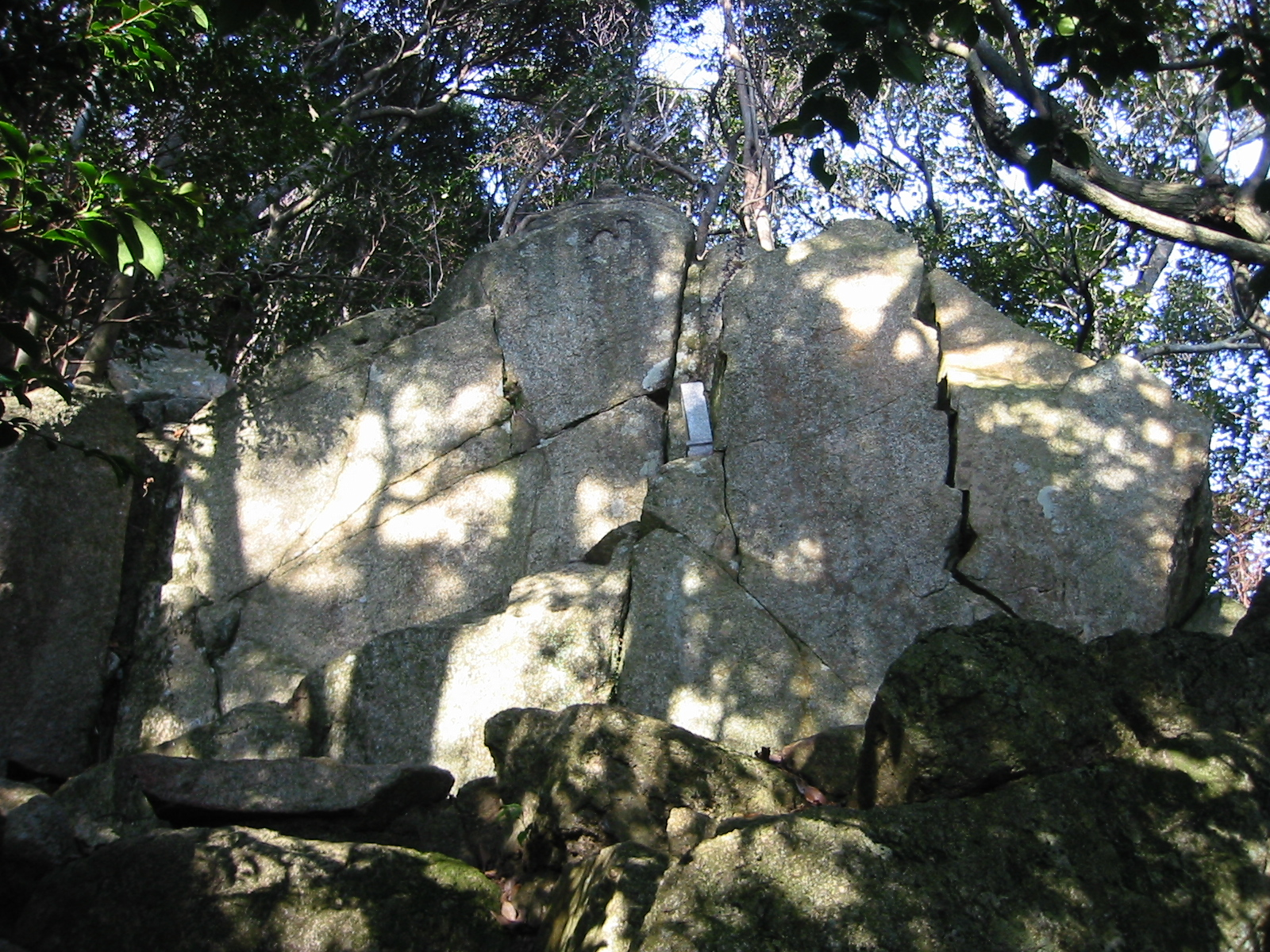
亀の岩（伝・空海作）

大龍寺（たいりゅうじ）は、兵庫県神戸市中央区神戸港地方再度山にある東寺真言宗の別格本山の寺院。山号は再度山（ふたたびさん）。本尊は如意輪観音。通称は中風除けの寺と呼ばれる。

## 歴史
寺伝によれば、称徳天皇の勅命により寺院を建立するのに適した地を探していた和気清麻呂が、摩尼山（再度山）山頂近くの南斜面であるこの地で道鏡の刺客に襲われた。しかし、突如現れた龍によって命を助けられたという。そこで、神護景雲2年（768年）に清麻呂は勅許を得て自らが所有していた行基菩薩が一刀三礼して彫り上げたという聖如意輪観世音菩薩像を建立した堂に祀り、摩尼山大龍寺と名付けたという。これが当寺の始まりであるという。
延暦23年（804年）には空海が唐に渡る直前に当寺に参詣し、その帰国後、再度当寺に参詣したという。その話から当寺の山号は次第に再度山と呼ばれるようになったとする。
奥の院には空海作と伝わる「亀の岩」があり、空海が登山した道は大師道と呼ばれ、空海の修行地である現在の再度山公園には修法（しお）ヶ原の地名が残る。
南北朝時代には当寺は赤松則村の多々部城の一部となっていたために度々戦火を受けて衰亡したが、観応年間（1350年 - 1352年）に善妙上人による中興が行われ、堂宇が再建される。
天授元年（1375年）には後円融天皇が中風を煩われた際、善妙上人が祈願して天皇の病が平癒したという。
現在の伽藍は江戸時代初期以降に再興されたものである。
森林に映える朱塗りの大きな山門はランドマークになっており六甲全山のハイキングコースなどにも取り入れられることがあるため、登山家もたびたび訪れる。

## 境内
- 大師堂（本堂）
- 修行大師像 - 修行中の空海の像。
- 毘沙門堂
- 三重石塔
- 鐘楼堂
- 護摩堂
- 諸天堂
- 四国八十八箇所石仏群
- 奥の院大師堂
- 梵字岩（市指定史跡） - 空海の作という。
- 亀の岩 - 空海の作という。
- 霊明殿 - 庫裡、納経所、納骨堂などが入っている。
- 西国三十三所石仏群
- 仁王門
- 稲荷社
- 山門（赤門、楼門）

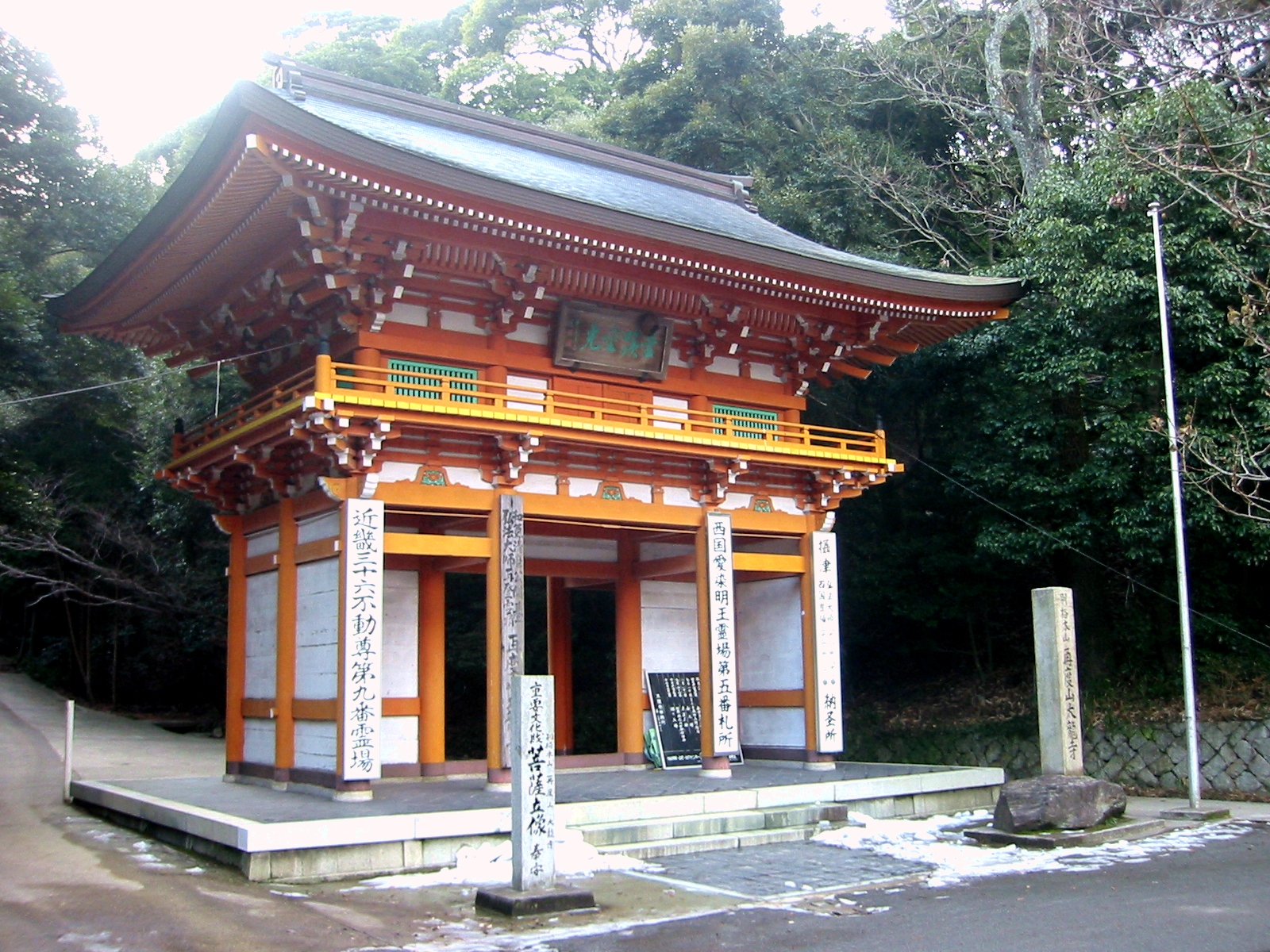
山門（赤門）
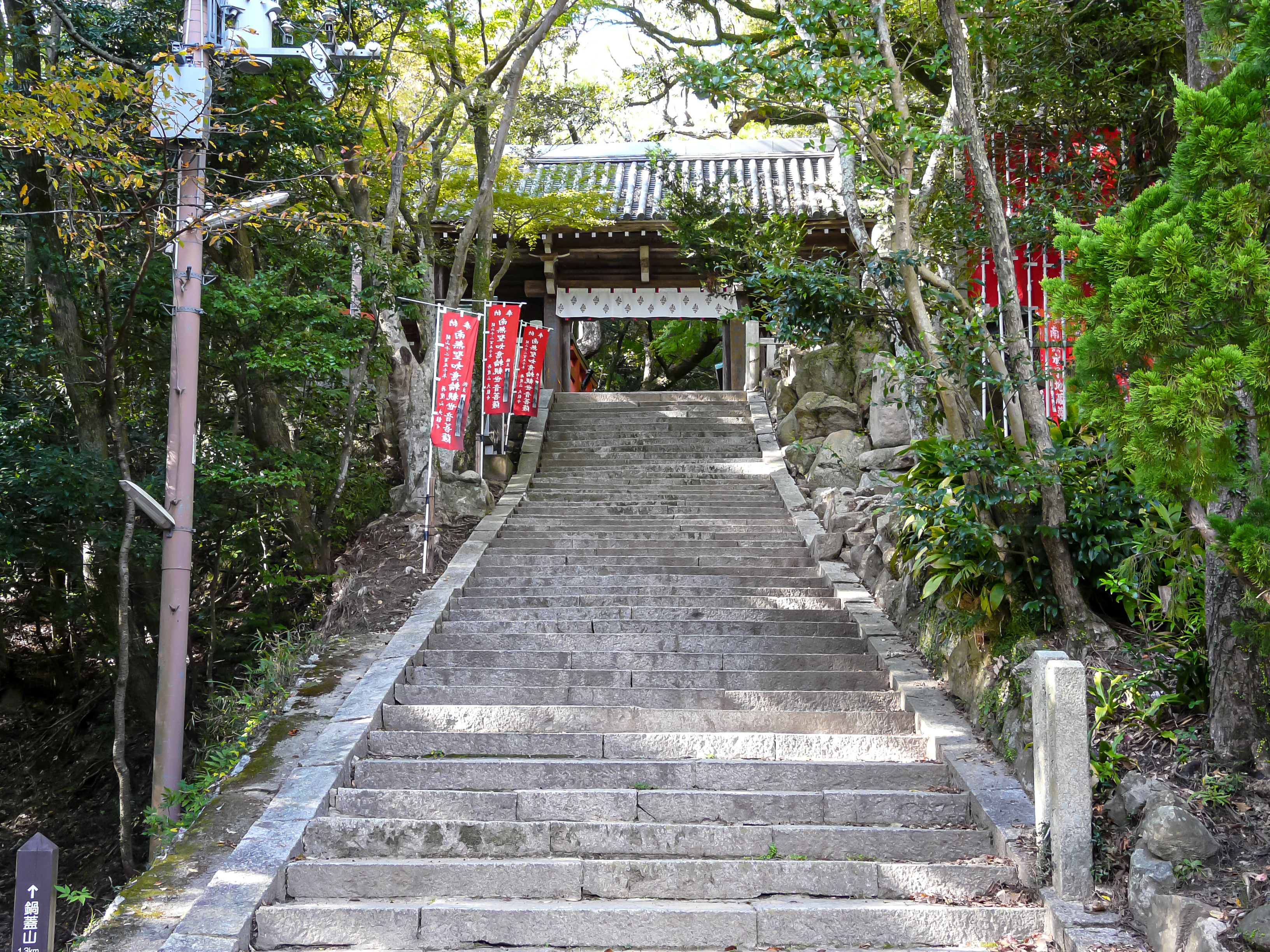
仁王門
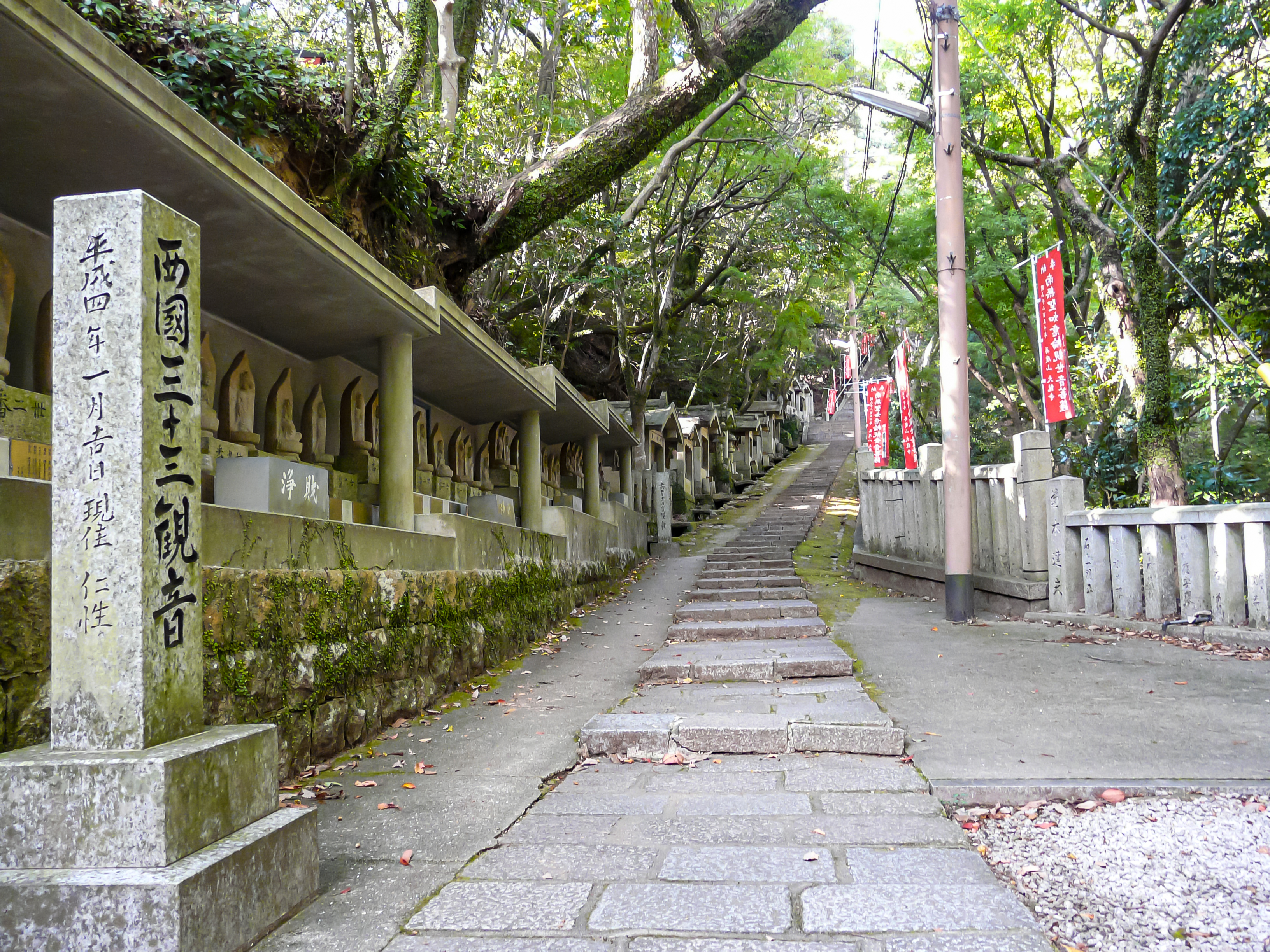
仁王門を超えてからの参道。西国三十三観音が並ぶ。
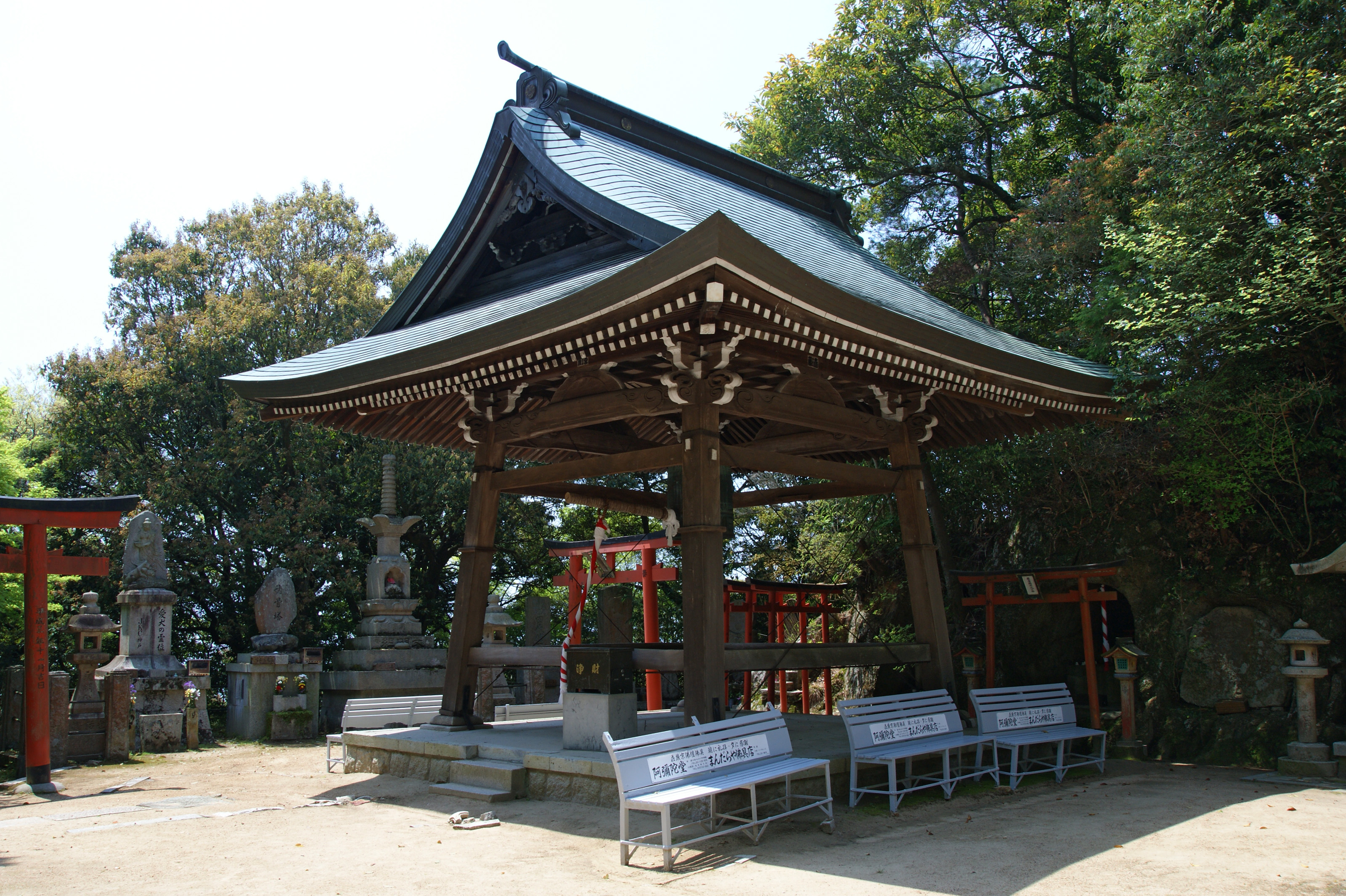
鐘楼堂
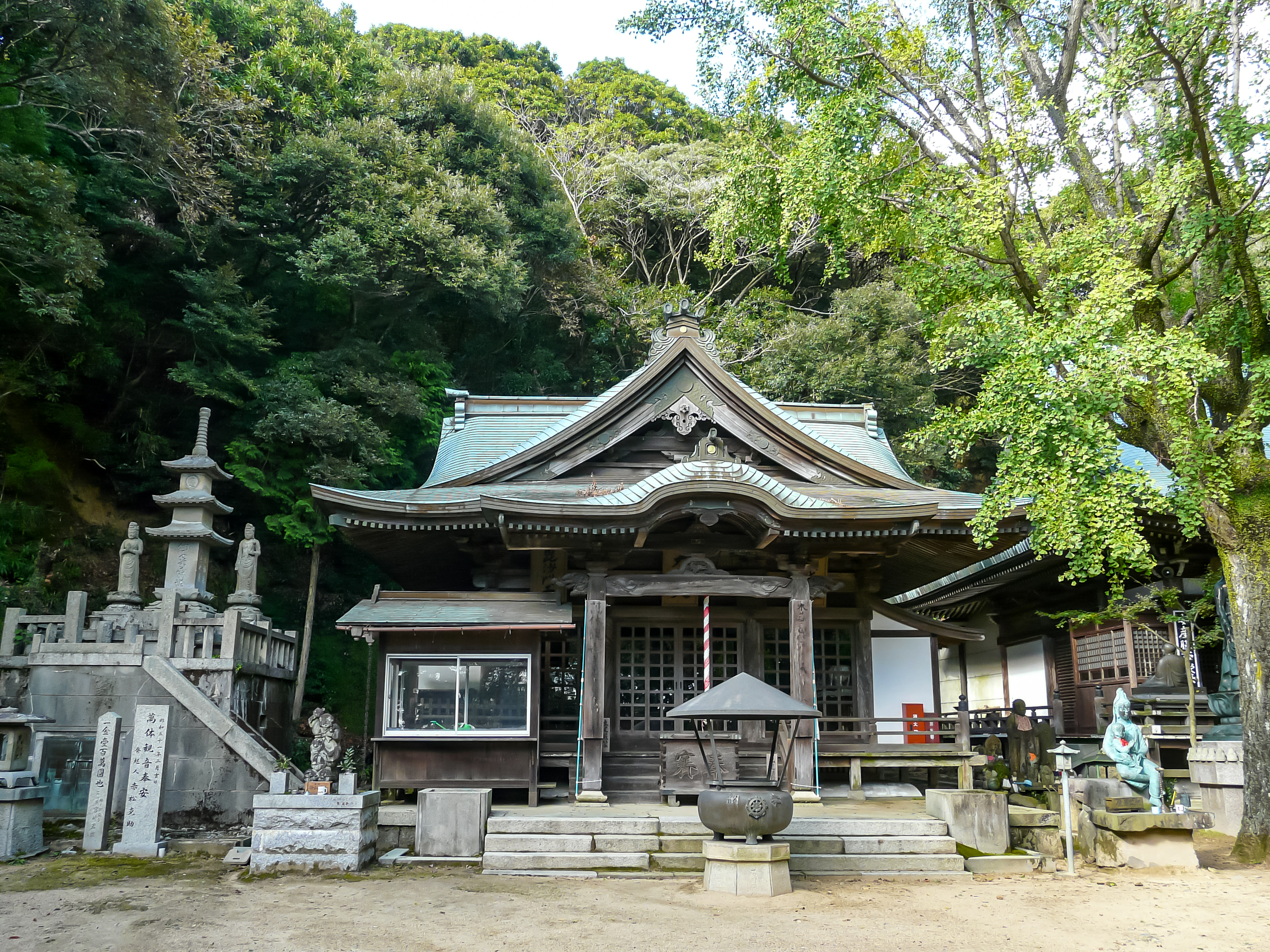
毘沙門堂
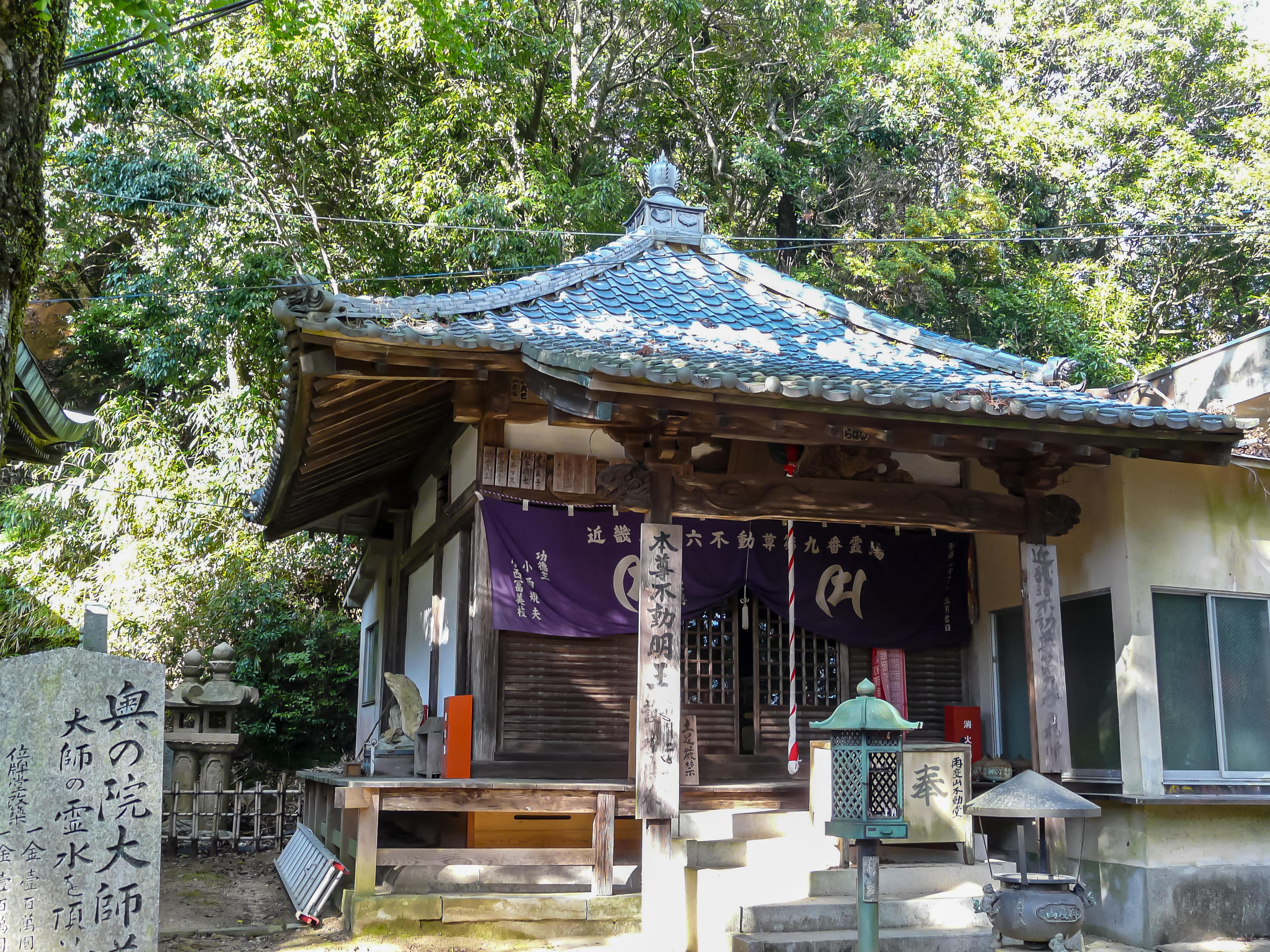
護摩堂
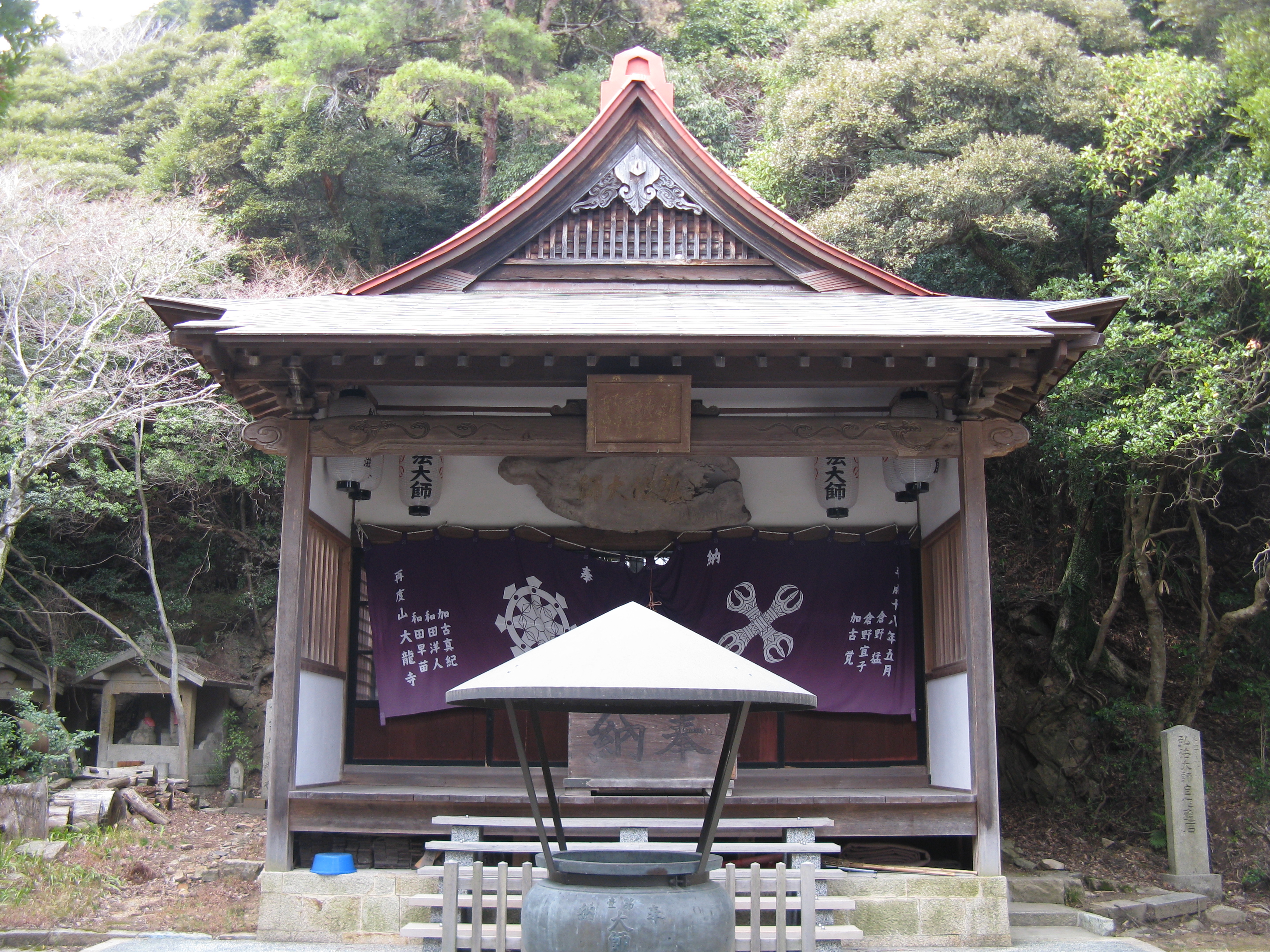
奥の院大師堂

## 文化財

### 重要文化財
- 木造菩薩立像（伝如意輪観音像） - 奈良時代、伝・如意輪観音像、秘仏。如輪観音像は普通は坐像であるが、当寺の像は立像である。

### 神戸市指定史跡
- 再度山大龍寺磨崖梵字岩

### 神戸市指定天然記念物
- 大龍寺寺叢および周辺のスダジイ群落

## 前後の札所
近畿三十六不動尊霊場
8 不動寺　-　9 大龍寺　-　10 無動寺
西国愛染十七霊場
4 忉利天上寺　-　5 大龍寺　-　6 須磨寺塔頭正覚院
摂津国八十八箇所
81 聖徳院　-　82 大龍寺　-　83 真福寺
摂津国三十三箇所
5 瀧勝寺　-　6 大龍寺　-　7 須磨寺
神戸十三仏霊場
5 性海寺　-　6 大龍寺　-　7 石峯寺
ぼけ封じ近畿十楽観音霊場
7 太融寺　-　8 大龍寺　-　9 七宝寺
神戸七福神（大黒天）

## 行事
- 1月1日〜3日 - 除夜の鐘ならびに修正会
- 1月6日 - 寒の入り中風除大祈祷加持
- 1月21日 - 初大師
- 2月3日 - 節分星まつり
- 3月21日 - 彼岸大師
- 4月第2日曜日 - 春季永代土砂加持法会
- 7月20日 - 中風除大祈祷加持
- 8月21日 - 柴灯護摩修行
- 9月21日 - 彼岸大師
- 10月第2日曜日 - 秋季永代土砂加持法会

## 所在地
- 〒650-0007 兵庫県神戸市中央区再度山1

## 交通アクセス
- JR神戸線 三ノ宮駅 から市バスで森林植物園か再度山行バス30分、大龍寺山門前下車徒歩10分（冬季運休）
- JR神戸線 三ノ宮駅 から市バス10分、諏訪山公園前から徒歩1時間30分（ハイキングコース）

## 周辺情報
- 再度山公園
- 神戸市立外国人墓地
- 神戸市立森林植物園
- ヴィーナスブリッジ